# Moolakaraipatti
Moolakaraipatti là một thị xã panchayat của quận Tirunelveli thuộc bang Tamil Nadu, Ấn Độ.

## Nhân khẩu
Theo điều tra dân số năm 2001 của Ấn Độ, Moolakaraipatti có dân số 9484 người. Phái nam chiếm 48% tổng số dân và phái nữ chiếm 52%. Moolakaraipatti có tỷ lệ 70% biết đọc biết viết, cao hơn tỷ lệ trung bình toàn quốc là 59,5%: tỷ lệ cho phái nam là 76%, và tỷ lệ cho phái nữ là 64%. Tại Moolakaraipatti, 12% dân số nhỏ hơn 6 tuổi.